# 5240 Kwasan
5240 Kwasan eller 1990 XE är en asteroid i huvudbältet som upptäcktes den 7 december 1990 av de båda japanska astronomerna Takeshi Urata och Kenzo Suzuki i Toyota. Den är uppkallad efter Kwasan-observatoriet.
Asteroiden har en diameter på ungefär 7 kilometer och den tillhör asteroidgruppen Vesta.